# Katherine Kelly Lang
Katherine Kelly Lang (Hollywood (Californië), 25 juli 1961) is een Amerikaans soapactrice die sinds 1987 de rol van Brooke Logan speelt in de soap The Bold and the Beautiful. Ze speelt een sekssymbool dat achter de hele familie Forrester aangaat.
Haar vader is Keith Wegeman die ooit aan de Olympische Spelen meedeed als schansspringer bij het skiën. Haar moeder is actrice Judith Lang, wier naam ze waarschijnlijk heeft overgenomen voor haar acteercarrière omdat die al bekend was en Lang beter in het gehoor ligt dan Wegeman.
Lang is tweemaal gehuwd. Ze heeft drie eigen kinderen en een stiefdochter. Haar eerste twee zwangerschappen werden in de serie verwerkt, bij haar derde kind verliet ze tijdelijk de serie (in 1997) en werd ze vervangen voor enkele maanden.

## Filmografie
- The Bold and the Beautiful (televisieserie) – Brooke Logan Forrester (1987-)
- The Young and the Restless (televisieserie) – Brooke Logan (1998)
- Lonesome Dove: The Outlaw Years (televisieserie) – Enona (afl. Angel, 1996, Medicine, 1996)
- Subliminal Seduction (televisiefilm, 1996) – Deb Danver
- Till the End of the Night (1994) – Diana Davenport
- Scherzi a parte (televisieserie) – Rol onbekend (1992)
- Made in USA (1987) – Kelly
- The Night Stalker (1987) – Denise
- Magnum, P.I. (televisieserie) – Lani the Maid at Robin's Nest (afl. The Aunt Who Came to Dinner, 1987)
- Jocks (1987) – Julie
- Delta Fever (1987) – Jilian
- Mr. Boogedy (televisiefilm, 1986) – Weduwe Marian
- The Last Precinct (televisiefilm, 1986) – Rol onbekend
- The Fall Guy (televisieserie) – Rol onbekend (afl. Miami's Nice, 1986)
- Crazy Like a Fox (televisieserie) – Rol onbekend (afl. Murder Is a Two Stroke Penalty, 1985)
- 1st & Ten (televisieserie) – Rol onbekend (6 afl., 1985-1986)
- Legmen (televisieserie) – Helen (afl. Poseidon Indenture, 1984)
- Riptide (televisieserie) – Rol onbekend (afl. Hatchet Job, 1984)
- Happy Days (televisieserie) – Kim (afl. Social Studies, 1984)
- Masquerade – Donna (afl. Diamonds, 1983)
- The Powers of Matthew Starr (televisieserie) – Terri (afl. The Racer's Edge, 1983)
- Desperate Lives (televisiefilm, 1982) – Mary
- Evilspeak (1981) – Suzie Baker
- Skatetown, U.S.A. (1979) – Allison

- Bibliothèque nationale de France: cb14196311p (data)
- International Standard Name Identifier: 0000 0000 0071 9155
- Virtual International Authority File: 10059331